# Henyey-Linie

Entwicklungswege von jungen Vorhauptreihensternen (blaue Linien)

Als Henyey-Linie wird in der Astronomie der Entwicklungsweg eines Sterns im Hertzsprung-Russell-Diagramm von der Hayashi-Linie zur Hauptreihe bezeichnet. Entlang der Henyey-Linie steigen Leuchtkraft und Effektivtemperatur an. Der Energietransport findet durch Strahlungsdiffusion statt.
Der Anstieg der Effektivtemperatur und somit die Länge der Henyey-Linie ist bei massearmen Sternen geringer als bei massereichen, die weniger Zeit auf der Linie verbringen. Verursacht durch das Einsetzen der Kernfusion sinkt die Leuchtkraft eines Sterns kurz vor Erreichen der Hauptreihe leicht ab.
Die Linie ist nach dem US-amerikanischen Astronomen Louis G. Henyey (1910–1970) benannt.
Entwicklungswege von jungen Vorhauptreihensternen (siehe Abbildung):
- Dargestellt sind die Entwicklungswege (blau) von der Geburt eines Sternes (schwarze Linie rechts oben) bis zum Eintritt in die Hauptreihe (schwarze Linie links unten).
- Das Ende jedes Wegs ist mit der Sternenmasse in Einheiten der der Sonnenmasse beschriftet.
- Die roten Kurven (beschriftet in Jahren) sind Isochronen, d. h. Linien konstanten Alters, deren Schnittpunkte mit den Entwicklungswegen das jeweilige Sternenalter angeben.
- Die nahezu vertikalen Abschnitte sind Hayashi-Linien.
- Leichte Sterne mit {\displaystyle \mathrm {M} /\mathrm {M} _{\odot }\lesssim 0{,}5} bleiben auf der Hayashi-Linie, bis sie die Hauptreihe erreichen.
- Schwerere Sterne mit {\displaystyle 0{,}5\lesssim \mathrm {M} /\mathrm {M} _{\odot }\lesssim 3} biegen auf die nahezu waagrechte Henyey-Linie ab.
- Sehr schwere Sterne mit {\displaystyle \mathrm {M} /\mathrm {M} _{\odot }\gtrsim 3} werden direkt auf der Henyey-Linie geboren.